# Montrevel (Jura)
Montrevel település Franciaországban, Jura megyében. Lakosainak száma 83 fő (2022. január 1.). Montrevel Monnetay, La Boissière, Marigna-sur-Valouse, Val Suran és Montlainsia községekkel határos.

## Népesség
A település népességének változása:
| Lakosok száma | 115  | 113  | 115  | 92   | 103  | 97   | 90   | 84   | 83   | 83   |
|               | 1968 | 1982 | 1990 | 2006 | 2013 | 2015 | 2017 | 2019 | 2020 | 2022 |